# AMD Duron
AMD Duron es una gama de microprocesadores de bajo costo compatibles con los Athlon, por lo tanto con arquitectura x86. Fueron diseñados para competir con la línea de procesadores Celeron de Intel.
La diferencia principal entre los Athlon y los Duron es que los Duron solo tienen 64 KiB de memoria caché de segundo nivel (L2), frente a los 256 KiB de los Athlon.

## Núcleo Applebred
El núcleo "Applebred" es el segundo núcleo de los Duron. Dicho núcleo está basado en el núcleo Thoroughbred de los Athlon XP. Fue lanzado al mercado en 2003 y funcionaba a una frecuencia de reloj entre 1,4 y 1,8 GHz, con un bus de 133 MHz (266 MHz efectivos por la tecnología DDR).
Grupos de entusiastas han descubierto que los Duron Applebred son en realidad Athlon XP Thoroughbred con la caché extra deshabilitada. Algunos de ellos han conseguido convertir estos Duron en sus equivalentes Athlon XP con toda su caché de segundo nivel (L2).
El Duron fue sustituido en 2004 por el AMD Sempron.

## Véase también

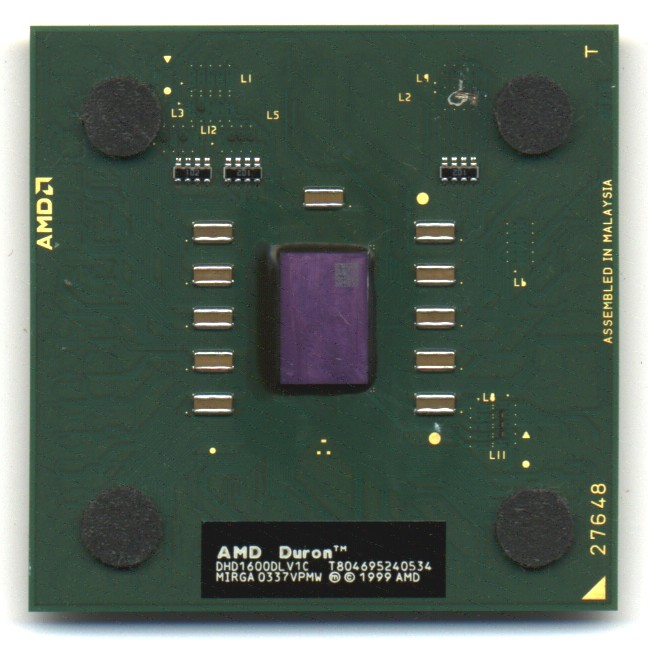
"Applebred" Duron, "A"-model.